# فرضیه مسیر دوگانه بینایی و شنوایی

در این شکل مسیر پشتی (سبز) و مسیر ventral (بنفش) نشان داده شده است. منشأ آنها از یک منبع مشترک در قشر بینایی می‌آید.

فرضیه مسیر دوگانه بینایی به طور گسترده‌ای پذیرفته شده و چنین فرضیه‌ای در فهم مدل‌های عصبی پردازش بینایی و همچنین شنیدن تأثیرگذار بوده است. این فرضیه، در مقاله‌ای توسط دیوید میلنر و ملوین ای. گودیل در سال ۱۹۹۲ آمده است که استدلال می‌کند که انسان دارای دو مسیر متمایز برای سیستم بینایی است. همچنین اخیراً به طور مشابه برای سیستم شنوایی هم شواهدی مبنی بر وجود چنین مسیرهایی در سیستم شنوایی یافته شده است. وقتی اطلاعات بینایی از لوب اکسیپیتال خارج می‌شوند و زمانی که اطلاعات شنوایی شبکهٔ phonological را ترک می‌کند دو مسیر اصلی را در مغز دنبال می‌کند. مسیر ventral (که به آن مسیر "چه؟" هم می‌گویند) مسیری است که به شناسایی اجسام و شناسایی بصری مربوط است. مسیر پشتی (که به عنوان مسیر "کجا؟" هم شناخته می‌شود) مسیری استکه با پردازش فضایی اجسام و مکان یابی آنها نسبت به بیننده و همچنین به تکرار درسخن مربوط می‌شود. مدل دیگری نیز برای برداشت ادراکی/مفهومی کورتکس بینایی توسط Raftopoulos مورد مطالعه قرار گرفته است. در، نوروسایکولوژی روسی مدل دیگری توسط الکساندر لوریا برای رویگرد قدامی/خلفی برای فهم کورتکس بینایی مورد بحث قرار گرفته است.